# Остров Васильева
О́стров Васи́льева — остров архипелага Норденшёльда. Административно относится к Таймырскому району Красноярского края России.

## География
Расположен в Карском море в западной части архипелага. Входит в состав островов Цивольки, находится в их западной части. Со всех сторон, кроме северо-запада, окружён другими островами группы: чуть севернее, за проливом Тесным, лежит остров Шульца, чуть восточнее — остров Саввы Лошкина, к северо востоку — остров Ледокол, к югу — остров Макарова, а к западу — остров Казак. Кроме того, у северного окончания острова — мыса Крутого, лежит совсем небольшой остров Гряда, у северо-восточного побережья — банка Тесная, а в нескольких километрах к востоко-юго-востоку — риф Торос. Расстояние до континентальной России составляет около 50 километров.

## Описание
Остров имеет вытянутую с западо-северо-запада на востоко-юго-восток неровную сужающуюся к востоку форму длиной от западного мыса Локационного до восточной оконечности — немногим менее 6 километров и шириной от километра на востоке до 3,8 километра в широкой западной части.
Бо́льшую часть острова занимает пологая скала высотой до 30 метров в восточной части и до 35 метров — в западной. Склоны скалы и прибрежные участки острова покрыты каменистыми россыпями. В крайней восточной части острова находится участок болот. Берега пологие.
Редкая тундровая растительность острова представлена мхами, лишайниками и короткой жёсткой травой. На вершине скалы установлен геодезический пункт.

## История
Остров был назван в 1901 году Русской Полярной экспедицией Эдуарда Толля 1899—1903 годов в честь капитана 2 ранга Михаила Петровича Васильева — первого капитана ледокола «Ермак».